# شرون میلز
شرون میلز (انگلیسی: Sherron Mills؛ ۲۹ ژوئیهٔ ۱۹۷۱ – ۱۷ ژانویهٔ ۲۰۱۶) بازیکن بسکتبال اهل ایالات متحده آمریکا بود.